# Xylotopus par
Xylotopus par är en tvåvingeart som först beskrevs av Daniel William Coquillett 1901.  Xylotopus par ingår i släktet Xylotopus och familjen fjädermyggor. Inga underarter finns listade i Catalogue of Life.